# Moti di Padova del 1898
I moti di Padova del 1898  furono disordini scoppiati a Padova (8 maggio) e provincia (9-25 maggio) nel 1898, parte dei più generali moti popolari italiani del 1898. Anche se a Padova le agitazioni furono molto più limitate rispetto a quelle che esplosero in altre città come Milano o Napoli, queste segnarono l'inizio dell’ascesa dei liberal-democratici patavini i quali, nel 1900, riusciranno a sostituirsi stabilmente ai moderati a guida della città.

## Contesto storico
Il caso patavino presentava caratteri simili a quelli del contesto nazionale: fame, miseria e disoccupazione diffuse, egemonia politica liberale e clima di psicosi borghese culminata con l’arresto delle principali figure del socialismo locale, poi rilasciate.

### Fattori scatenanti
Come per la grande maggioranza dei moti italiani scoppiati in quel periodo, i disordini padovani del 1898 scoppiarono essenzialmente per ragioni di natura economica. L’economia dell’area patavina rimaneva ancora prevalentemente agricola. L’agricoltura locale tuttavia era all’epoca in uno stato di forte arretratezza, causata dalla scarsa tendenza all’investimento da parte dei ceti possidenti, a sua volta incoraggiata dal modello prevalente di gestione affittuaria dei terreni. La vita per le classi meno abbienti era molto dura; i magri stipendi erano in larga parte dovuti alla dilagante disoccupazione, favorita dall’ampia disponibilità di braccia dovuta ad un altissimo tasso di natalità, carattere tipico delle famiglie rurali venete del tempo. Negli anni Novanta, a causa della crisi agraria e dell’aumento della pressione del fisco statale, le condizioni di vita dei padovani peggiorarono ulteriormente.
I moti scoppiarono dunque in massima parte come reazione spontanea d’innanzi alla mancata risoluzione da parte delle autorità dei problemi relativi ai prezzi elevati dei prodotti alimentari di prima necessità, che si prolungavano ormai da mesi. A riscaldare gli animi contribuirono poi certamente le notizie relative allo scoppio dei sollevamenti milanesi, che precedettero di due giorni quelli padovani.
Nonostante le evidenti critiche condizioni economiche della provincia, la classe dirigente liberal-conservatrice patavina dell’epoca, rappresentata in particolare dal prefetto padovano Evandro Caravaggio, condivideva in larga parte l’opinione dei propri corrispettivi a livello nazionale. La mancanza di cibo come causa del malcontento veniva ritenuta solo un pretesto, dato che i tumulti scoppiavano in seguito alle generose concessioni del Governo. A Padova come in gran parte d’Italia il timore di complotti segreti architettati dalle forze di sinistra si diffuse rapidamente tra i liberali, anche se di questi in massima parte non sarà mai trovata alcuna prova.

### I protagonisti
Molti tra i manifestanti padovani dell’otto maggio rientravano nella categoria dei “lavoratori cittadini”. Data la scarsa diffusione dell’industria propriamente detta, pochi tra questi all’epoca potevano essere considerati “operai” veri e propri; la maggioranza dei cittadini svolgeva mansioni più tradizionali, come quella del negoziante, artigiano, falegname, calzolaio, fabbro, barbiere ecc. Terminati i moti, tra i pochi che ricevettero una condanna, una decina in circa un centinaio di arrestati, molti appartenevano proprio alla classe medio-bassa dei lavoratori urbani. Diversa era invece la situazione nelle campagne, ove furono soprattutto braccianti disoccupati, oltre che pochi operai, a Boara Pisani, Este, Bovolenta e Montagnana, a scioperare e manifestare a causa della fame e della mancanza di lavoro. In nessun caso però la situazione nelle aree periferiche degenerò come accadde invece a Padova. 

## I fatti

### I moti in città
L'8 maggio 1898, una commissione di quattro socialisti padovani, accompagnati da una vasta folla di cittadini, venne ricevuta dalla Giunta comunale; qui richiese la perpetuità della sospensione del dazio sul grano e farine e la municipalizzazione del pane. Per venire incontro a tali richieste, la Giunta decise di prolungare la sospensione del dazio fino al 31 luglio e di provvedere in quello stesso giorno all’istituzione di cucine economiche in favore dei più poveri. Tali iniziative in realtà non erano propriamente concessioni fatte ai socialisti, bensì idee che nella Giunta circolavano da tempo e che l’aggravarsi del contesto locale e nazionale aveva contribuito a concretizzare.
Soddisfatta, apparentemente, la commissione, delusa in realtà dalla soluzione di compromesso, questa si recò fuori dal Municipio, ove la folla che l'aveva accompagnata era nel frattempo raddoppiata. Il dott. Cesare Sartori, esponente principale della commissione, riferì alla folla quanto stabilito, aggiungendo però, secondo il quotidiano liberale locale “Il Veneto”: «Non fidatevi delle promesse della borghesia!», esortando la massa a votare per i candidati socialisti. “L’Ancora” invece, quotidiano clericale, sottolineava il ruolo di moderatore intrapreso dal socialista, che, nel tentativo di intimare alla calma il piccolo assembramento formatosi dinanzi al municipio, fu accolto da numerosi fischi.
Facendo riferimento al divieto di assembramento posto dal prefetto Caravaggio, i carabinieri si schierarono dinnanzi al cancello, per impedire ai dimostranti di entrare nel cortile. Successivamente arrivò la fanteria, che obbligò i dimostranti a lasciare il Municipio e a dirigersi invece nei pressi del caffè Pedrocchi, ingrossando le file dei gruppi ivi presenti. Raggiunti dalla truppa, l’ispettore di pubblica sicurezza Cav. Gervasi ordinò di preannunciare la carica, attraverso i consueti tre squilli di tromba, costringendo la folla ad una temporanea ritirata, mentre Cesare Sartori incitava nuovamente la folla alla calma. Da qui in poi, i disordini si propagheranno al resto della città, come documentato dai quotidiani locali:
- Oggetto di disordini fu anche l’Università, davanti alla quale si formò un altro gruppo di dimostranti; da Piazza Cavour e dal Gallo arrivarono gli alpini e uno squadrone di cavalleria con le lance in resta, che vennero accolti da una sassaiola. I sassi lanciati dalla folla provocarono qualche ferito lieve tra l’esercito. Le truppe riuscirono a far sgombrare la via e a piantonare gli sbocchi verso il teatro e verso l’Università, chiudendo il passaggio, e si recarono poi a presidiare le vie e le piazze principali.
- Un’altra sassaiola si verificò nel pomeriggio in via S. Canciano, ferendo alla testa un tenente degli alpini.
- Tra le aree di tensione va segnalato anche lo stabilimento Maluta ove, verso le 13.30, si verificò un tentativo di sommossa scongiurato dai soldati.
- Alle 19.30 la sassaiola popolare riprese, infrangendo i cristalli e le vetrate del Pedrocchi, della farmacia Pianeri e Mauro e di numerosi altri edifici, in piazza del Capitaniato e in via Teatro Verdi; non mancarono urla e grida sediziose ne insulti all’esercito, mentre altri lievi disordini si verificarono in piazza Frutti, via Debite e in piazza Unità d’Italia.
- In via Savonarola, l’arresto di un individuo, colto mentre lanciava sassi contro alcuni fanali, fece scendere in strada la numerosa popolazione di Borgo Savonarola che cercò di ottenerne la liberazione, e che verrà placata solo dall’intervento dalla cavalleria, che presidierà per sicurezza la zona fino a mezzanotte.

Per evitare ulteriori problemi, le forze dell’ordine continuarono a pattugliare la città fino al mattino seguente, senza riscontrare ulteriori disordini.
I feriti, tra le forze dell’ordine, furono: un tenente degli alpini, un vice delegato e una guardia di questura, feriti lievemente dalle sassate dei dimostranti. Il 9 maggio, giorno immediatamente successivo agli scontri, per precauzione le truppe rimasero tutto il giorno a disposizione in municipio e in prefettura, mentre pattuglie di militari perlustravano i borghi della città, per evitare ulteriori disordini.
Nei giorni successivi all'interno della città non si registrarono altri incidenti; il malcontento popolare si placò soprattutto in seguito ai significativi tagli al prezzo del pane eseguiti da diversi fornai. La Giunta padovana, imitando quella di Piove di Sacco, minacciò infatti di introdurre un calmiere convincendo così anche i fornai più restii a ridurre i prezzi.

### I moti in provincia

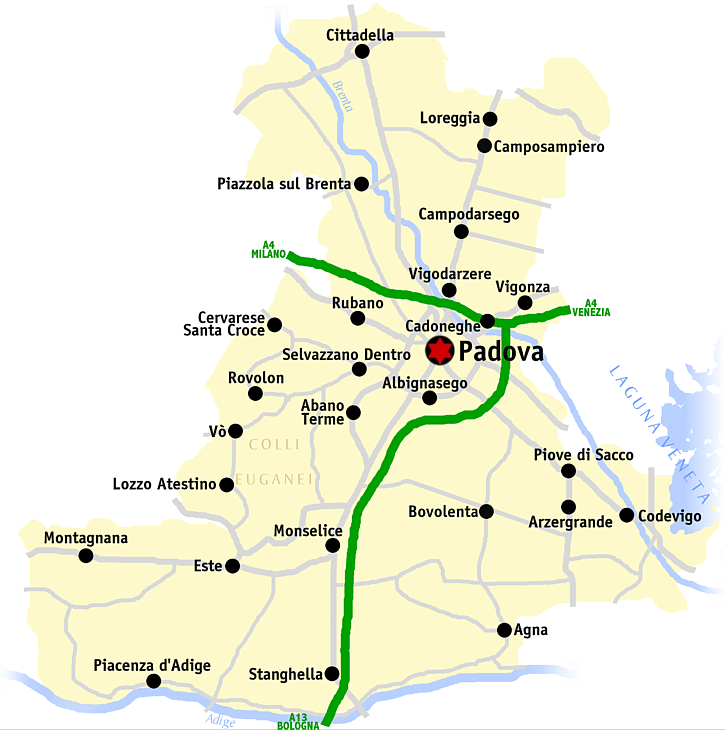
Mappa della provincia di Padova (relativa al 2005)

Spaventato dalle violenze urbane, il prefetto richiese ai delegati di pubblica sicurezza della provincia di prestare la massima allerta e di avvertirlo immediatamente di ogni minima avvisaglia di disordine:
- A Battaglia, il 9 maggio, il sindaco sarà costretto a chiedere rinforzi per contenere il malumore di oltre un centinaio di cavapietre, licenziati quella stessa mattina.
- A Boara Pisani, il sindaco dovrà vedersela con un folto numero di braccianti disoccupati, che si recarono in massa al municipio sperando di ottenere un lavoro .
- A Montagnana i disoccupati, delusi dall’ennesima prospettiva di lavoro sfumata, minacciavano addirittura atti estremi: “Vogliamo pane e lavoro, altrimenti anche Montagnana farà rivoluzione”.
- A Este si erano già svolte le prime manifestazioni per ottenere la riduzione del prezzo del pane , mentre a Bovolenta si richiedeva inutilmente al prefetto la riduzione della tassa comunale sul vino e sui carnami.

A differenza della bassa padovana, l’area della pianura alta non registrò criticità particolari:
- A Castelbaldo, grazie alla locale Società Cooperativa Braccianti, “regna la calma perfetta”: tutti i lavoratori sembravano avere un’occupazione stabile e alle famiglie non mancava mai il pane quotidiano.
- A Teolo, per il 9 maggio, i carabinieri temevano lo sciopero di “150 sterratori e contadini malcontenti del trattamento dei padroni”; i reali sommovimenti saranno in realtà, in quella zona, molto più contenuti del previsto e saranno presto spenti dalle forze dell’ordine.
- A Camposampiero, il 12 maggio, il prezzo del grano era stato notevolmente ridotto a spese del Comune, che aveva provveduto a risarcire i mercanti della riduzione e a distribuire farina gratuitamente alle famiglie meno abbienti del luogo.
- A Conselve, il 16 maggio, il delegato di pubblica sicurezza locale denuncia in un telegramma[4] rivolto al prefetto la presenza di numerosi operai e braccianti i quali, “aizzati” forse da presunti “sobillatori”, si presentarono d’innanzi al municipio per ottenere un’occupazione. In seguito, “offesi” dalle “osservazioni” di un assessore, la folla intensificò le proteste, “fischiando” e gridando “abbasso”, ma sarà poi successivamente calmata dalle “promesse pacifiche” dei propri “capi operai”.
- Infine, ultimi scioperi di braccianti, operai e cavapietre si verificheranno tra 20 e 25 maggio a Roncajette, Borgoforte, Bagnoli e Cartura; in nessuno di questi casi si verificheranno però episodi violenti grazie all’intervento dei carabinieri e alle concessioni dei datori di lavoro, spaventati dai tumulti dei giorni precedenti.

Tutti questi “disordini” non violenti furono molto simili tra loro: essi scoppiarono in massima parte a causa della mancanza di lavoro, che impediva a larga parte dei disoccupati di usufruire dei tagli al prezzo del grano.

## Epilogo
La giunta municipale di Padova affrontò il problema economico con decisione, stabilendo un listino dei prezzi del pane bilanciato sulla base dei guadagni dei ceti più poveri. Venne inoltre inaugurato un nuovo forno comunale e delle nuove cucine economiche ; il dazio sulle farine, il pane e le paste infine, venne sospeso (con una perdita stimata attorno alle 24 000 lire di introiti fiscali) ed venivano aperti gli appalti per una nuova serie di lavori pubblici. Grazie a tali provvedimenti, le autorità patavine riuscirono ad evitare esplicite sollevazioni e rivolte violente sia nella regione della pianura alta che in quella bassa.
Ciononostante, i dispacci dei commissari e del prefetto descrivevano una realtà molto diversa, fatta di nemici occulti, invisibili “sobillatori”, “mestatori” della pubblica quiete, brulicante di sovversivi pronti ad esplodere in qualsiasi momento; venivano pertanto richiesti continui rinforzi di soldati, causa il timore di essere sopraffatti da eventuali tumulti improvvisi:
Il prefetto di Padova intensificò gli sforzi per accertarsi che la situazione fosse ovunque tenuta sotto stretto controllo dalle autorità, inviando ordini preventivi di repressione sia ai delegati della pianura bassa che in quella alta. Per impedire nuove possibili riunioni socialiste, il prefetto ordinò inoltre la chiusura di venti pubblici esercizi. Gli arresti continuarono anche nei giorni immediatamente successivi ai sommovimenti padovani, anche se l’onorevole Giulio Alessio, figura di spicco tra i liberal-democratici patavini, riuscirà ad ottenere la scarcerazione degli individui tra quelli trattenuti che non presero parte direttamente ai disordini.
I provvedimenti di sicurezza colpirono ovviamente anche tutte le altre città della provincia. Il pericolo di possibili nuovi disordini provocherà forti limitazioni della libertà, per esempio, a Monselice, ove vennero sciolte tutte le associazioni socialiste e cattoliche. Il delegato di pubblica sicurezza locale, giunta notizia dei sommovimenti padovani, ordinò l’immediata chiusura dei locali pubblici, provocando un forte malcontento popolare, che non si tradurrà però in nessuna manifestazione. Tra i provvedimenti atti a difendere l’ordine pubblico, il prefetto impose il divieto di effettuare processioni pubbliche, che però avverranno ugualmente in diversi comuni della provincia.
I socialisti padovani più in vista, temendo per la propria incolumità, lasciarono la città, come il professor Panebianco, il quale “odorando l’aria del carcere si dice abbia preferito fuggire in Svizzera”. Anche se a Padova, dal 9 maggio in poi “non giungevano che gli echi di qualche tumulto nelle città d’Italia e nient’altro”, gli improvvisi eventi dell’otto maggio contribuirono a consolidare le psicosi di prefetti e delegati: venne dichiarato lo stato d’assedio e il servizio d’ordine fu raddoppiato. I processi contro i leader socialisti locali, ritenuti responsabili delle sollevazioni, ebbero inizio il 10 maggio 1898. L’autorità civile sospenderà poi le pubblicazioni del quotidiano cattolico “L’Ancora”, procedendo inoltre ad indire lo scioglimento di oltre 150 comitati parrocchiali con 4624 soci, 87 sezioni giovanili con 3108 soci, 1 circolo universitario con 37 membri, 56 casse rurali, 38 società operaie, 5 circoli della gioventù cattolica, 58 altre associazioni varie, 1 giornale quotidiano e 5 periodici.
Passato il grosso del tumulto, dai quotidiani locali si poté trarre il bilancio dell’accaduto: l’8 maggio in tutto vennero arrestate a Padova 70 persone, che sommate alle 31 del giorno successivo, dava un totale di 101 imputati; 19 saranno giudicati in tribunale, 30 prosciolti immediatamente senza processo, 10 giudicati in Pretura e 8 socialisti rinchiusi in carcere. Questi ultimi in particolare, giudicati il 25 luglio, erano rispettivamente:
- Sartori dott. Cesare, di anni 30, medico chirurgo.
- Bordigiago Marco, di anni 25, tipografo.
- Maran Ferruccio, di anni 20, agente di commercio.
- Danieli Antonio, di anni 34, tipografo.
- Tescari Domenico, di anni 31, merciaio.
- Boscardin Luigi, di anni 24, tipografo.
- Bellini Edoardo, di anni 26 orefice.
- Rigato Giuseppe, di anni 32, fabbro.

Nello specifico, Maran e Danieli vennero accusati di aver tenuto, senza aver avvisato l’autorità di pubblica sicurezza, una riunione pubblica in via Savonarola il 7 maggio, discutendo sul tema del rincaro del pane ed eccitando l’odio fra le classi sociali; il dottor Sartori fu accusato di aver tenuto l’8 maggio un discorso sovversivo davanti al palazzo municipale, aizzando la folla alla ribellione. Egli si difenderà in tribunale sostenendo di essersi trovato lì per caso, mentre stava recandosi a vedere un ammalato quando venne invitato a parlare davanti al Municipio da persone che non conosceva. Tutti gli altri furono accusati di aver applaudito, gridato o cantato al discorso di Sartori, amplificandone gli effetti nefasti. La sentenza del tribunale sarà alfine la seguente: “assolti tutti gli imputati per reato previsto dall’art. 247 (eccitamento all’odio di classe)”. Saranno comunque condannati a pagare una multa e a scontare 15 giorni di detenzione.